# Robert Navarro
Robert Navarro este un om politic francez, membru al Parlamentului European în perioada 2004-2009 din partea Franței. 
1. ↑  senat.fr
2. ↑  Deputații în Parlamentul European